# Manoir de Seestermühe
Le manoir de Seestermühe (Herrenhaus Seestermühe) est un manoir du XVIIIe siècle situé dans l'arrondissement de Pinneberg dans le Schleswig-Holstein (Allemagne septentrionale). Son allée, vestige d'un jardin à la française du XVIIIe siècle, est plantée sur quatre rangées de tilleuls. D'une longueur de 680 mètres, elle est remarquable.

## Histoire
Le domaine de Seestermühe est mentionné pour la première fois en 1141. Il est propriété de l'archevêque Adalbert de Brême et de ses successeurs.
- 1494: Hans von Ahlefeldt devient le seigneur du domaine et de celui de Haseldorf, et le bailli de différents domaines des environs, privilèges qu'il obtient du roi du Danemark. Les terres restent propriété des Ahlefeldt pendant plusieurs siècles.
- 1697: un jardin à la française est dessiné, et un manoir à trois niveaux bâti, au sud-est du manoir actuel. Il brûle en 1713 et n'est pas reconstruit.
- 1710: Hans Heinrich von Ahlefeldt agrandit le jardin à la française. Il fait planter l'allée de tilleuls et construire le pavillon du jardin.
- 1752: le comte Georg Ludwig von Kielmansegg achète le domaine pour la somme considérable de 150 000 thalers.
- De 1758 à 1899: quatre aménagements successifs du domaine
- 1920 le comte Alexander von Kielmansegg hérite du domaine. Il épouse la princesse Élisabeth de Schönaich-Carolath, fille du propriétaire du domaine voisin de Haseldorf.
- 1956: le comte Friedrich Christian von Kielmansegg hérite des terres. Il meurt en 1982.
- 1976: le comte Georg Ludwig von Kielmansegg, fils du précédent, reprend l'exploitation agricole
- 1997: la comtesse Gisela von Kielmansegg, veuve du précédent, succède à son mari.

Le domaine est un parc naturel protégé et une exploitation agricole.

## Architecture
Le manoir classique d'un étage sous les combles a été édifié à la fin du XVIIIe siècle et au début du XIXe siècle. Il est très simple avec un petit avant-corps décoré d'un balcon et d'un fronton à la grecque. Il est construit au bout de l'allée principale de tilleuls, elle-même sur un axe sud-est. Un pavillon de thé octogonal décoré de pilastres, datant de 1760, se trouve au nord-ouest. Il a probablement été dessiné selon les plans de l'architecte baroque Ernst Georg Sonnin. Il a été restauré plusieurs fois et aménagé avec des pièces d'habitation dans les années 1980. On remarque aussi dans le parc, près de l'allée, le mausolée de la famille construit en briques en 1904 avec le blason des Kielmansegg au-dessus de la porte. La Maison de la Cloche, nommée ainsi à cause de son clocheton sert de communs. Elle a été reconstruite en 1900 à l'identique de celle de 1800 après un incendie. Derrière les bâtiments de briques de l' Armenhaus (maison des pauvres) se déploient sur trois ailes depuis 1833.

## Galerie

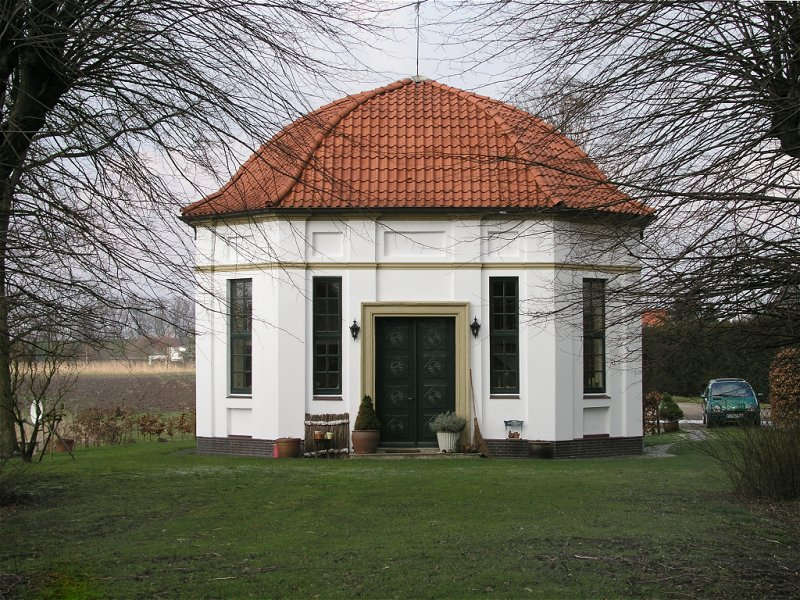
Vue du pavillon de thé (1760)
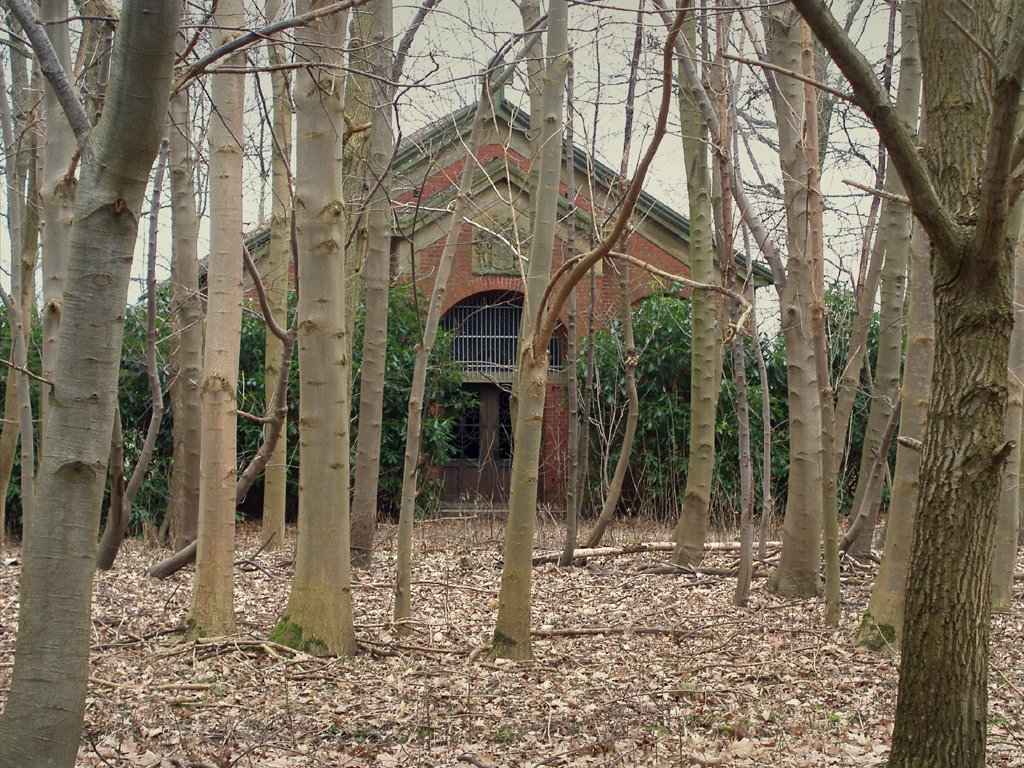
Le mausolée familial (1904)
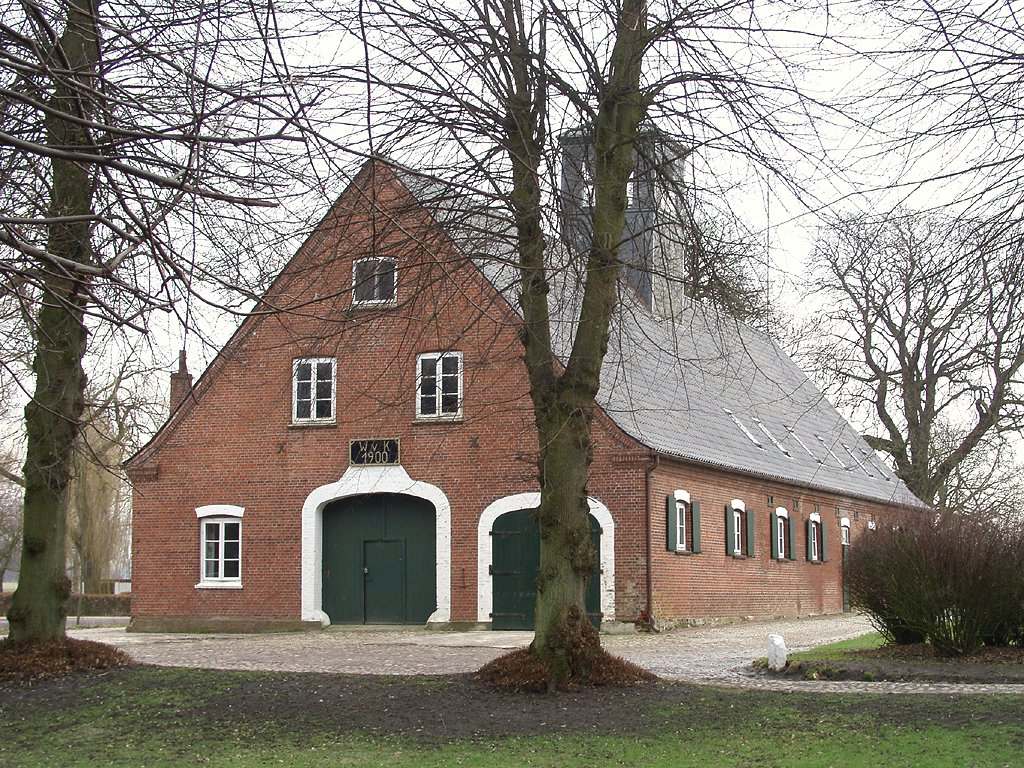
La Maison de la Cloche (1900)
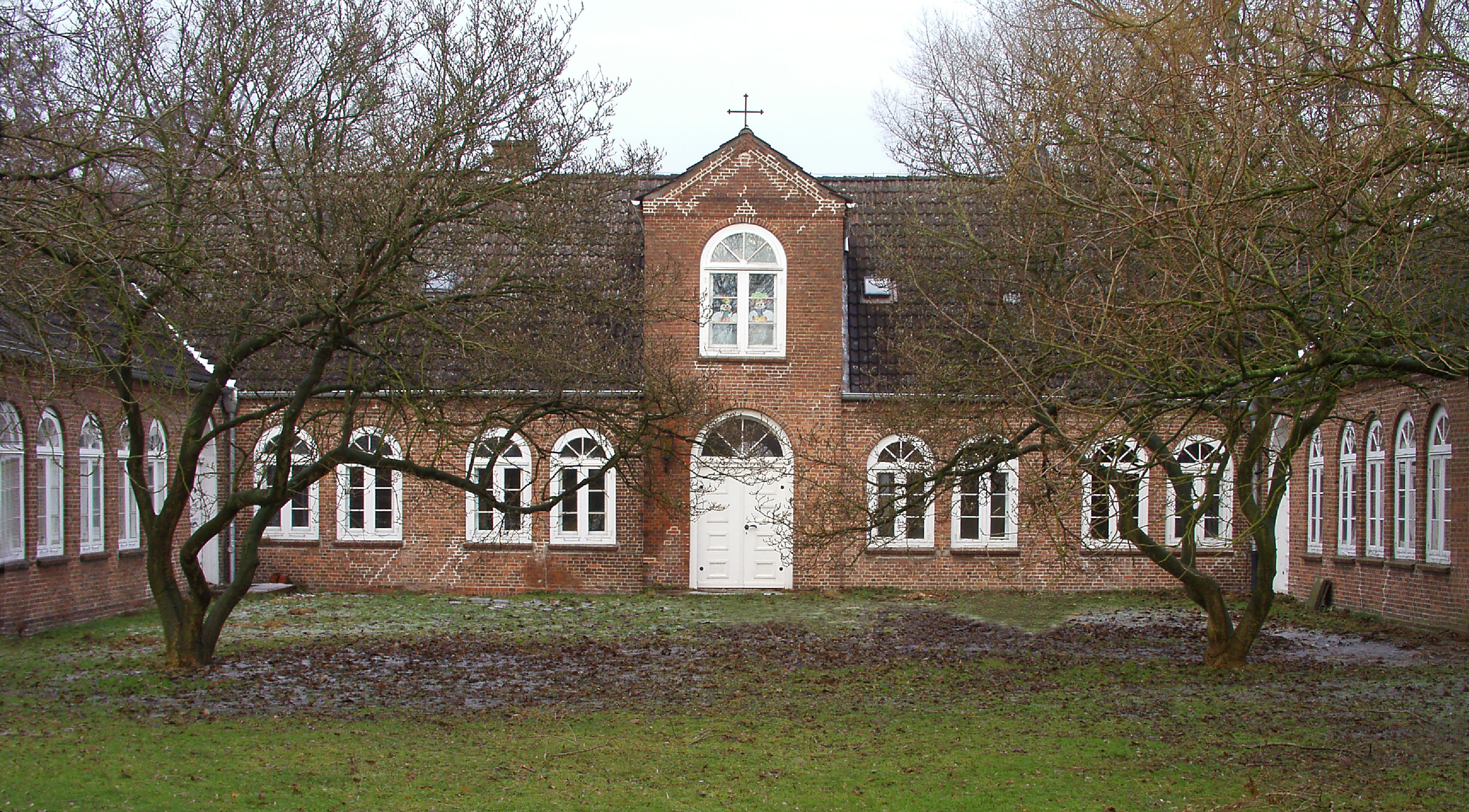
L'ancienne maison des pauvres (1833)
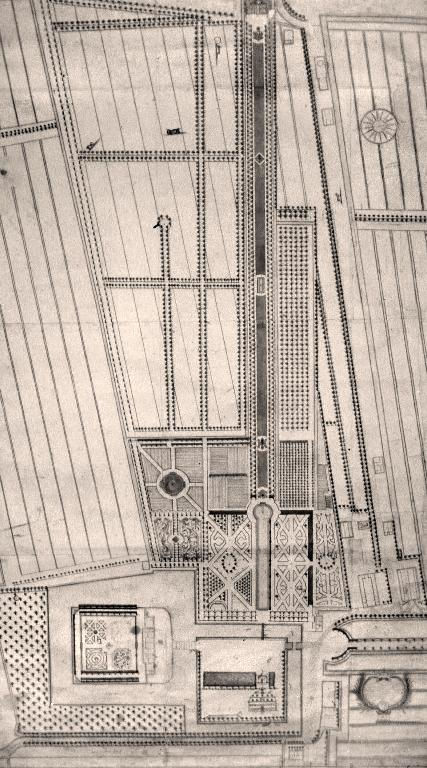
Plan du parc en 1750
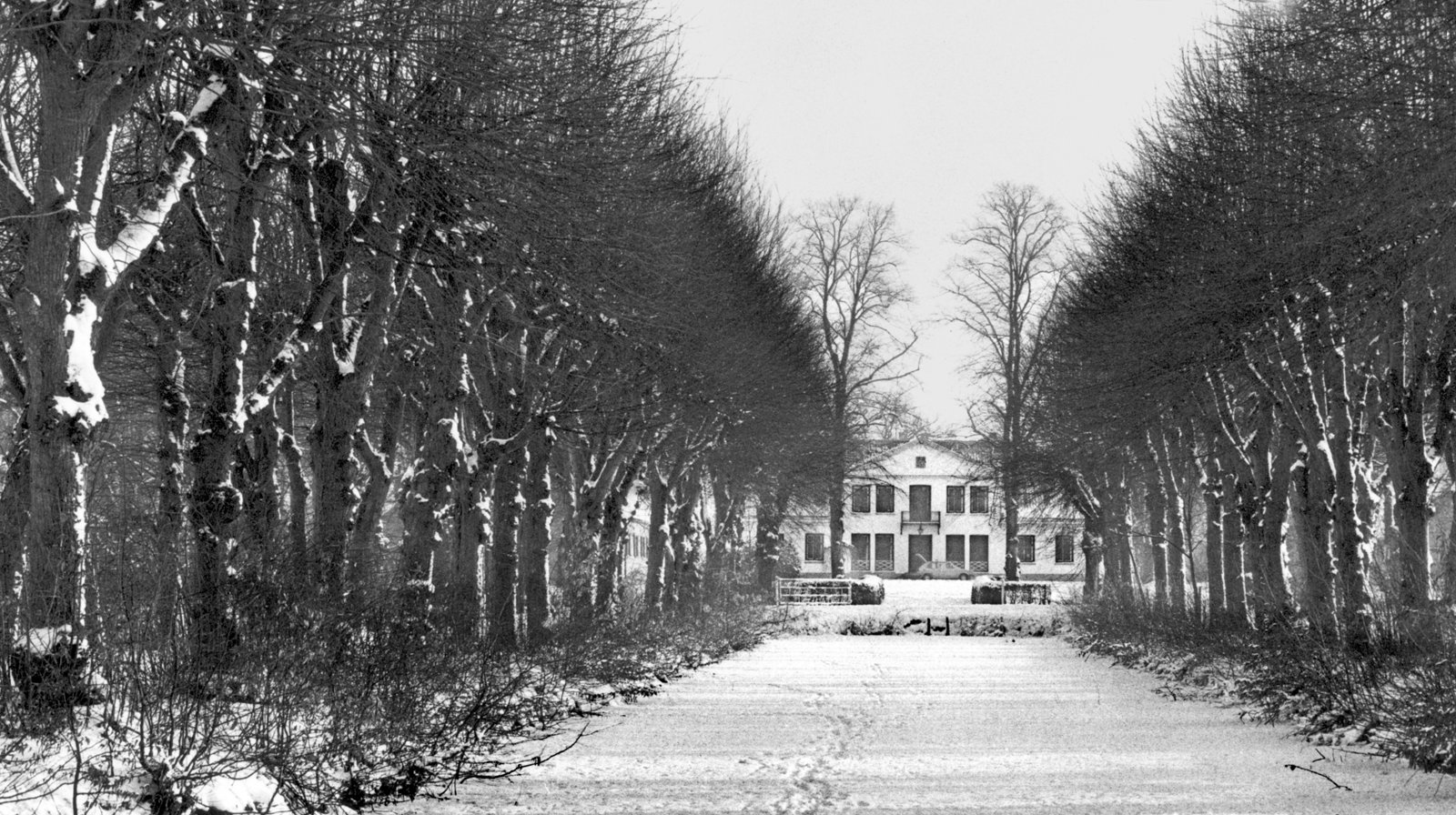
Le manoir de Seestermühe en hiver, au bout de l'allée de tilleuls

## Source
- (de) Cet article est partiellement ou en totalité issu de l’article de Wikipédia en allemand intitulé « Gut Seestermühe » (voir la liste des auteurs).